# С-125
С-125 «Нева» (індекс ГРАУ — 5В24, за класифікацією НАТО — SA-3 Goa) — радянський зенітно-ракетний комплекс малого радіусу дії. Був прийнятим на озброєння в СРСР 1961 року. Продано на експорт понад 400 комплексів С-125.
Головний розробник — НВО «Алмаз» ім. академіка А. А. Расплетіна.

## Історія

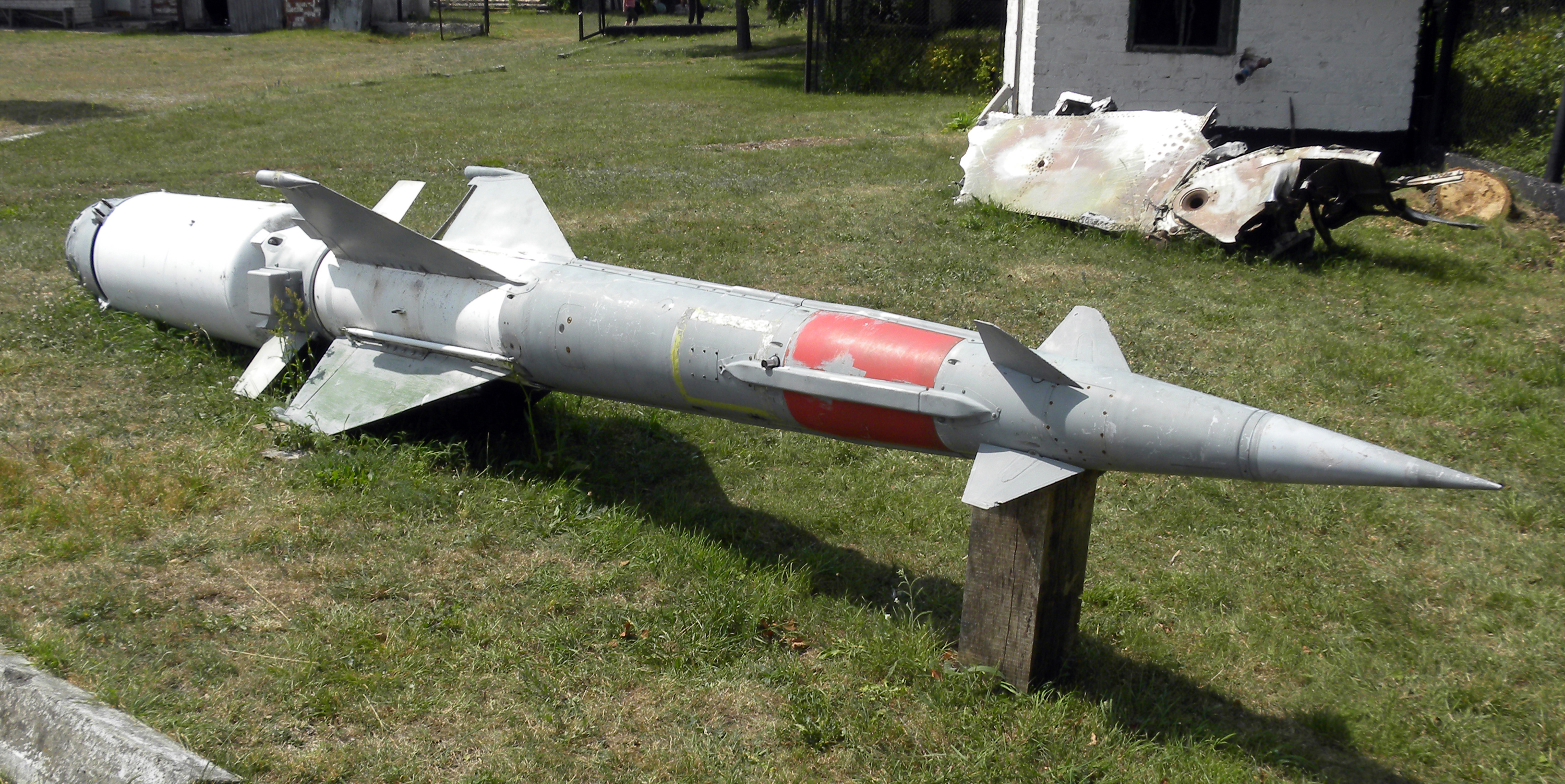

Розробку перших зенітних ракетних засобів, здатних боротися з маловисотними цілями, було розпочато в США в червні 1954 року американською фірмою «Рейтеон» у межах досліджень системи зброї MIM-23 Hawk. Перший експериментальний зразок ракети Hawk з'явився 1956 року, а повномасштабні випробування системи були розгорнуті в 1957 році. В ході цих випробувань було продемонстровано можливість знищення повітряних цілей на висотах менших за 30 метрів. У 1959 році почалося серійне виробництво системи, а червня цього ж року було сформовано перший військовий підрозділ, озброєний ракетами Hawk.
В колишньому Радянському Союзі початок робіт над першим маловисотним ЗРК слід віднести до осені 1955 року, коли, виходячи з тенденцій розширення вимог до ракетної зброї, що тоді намітилися, керівник КБ-1 А. А. Расплетін поставив перед своїми співробітниками завдання створити рухомий комплекс з підвищеними можливостями ураження маловисотних повітряних цілей та організував для її розв'язання лабораторію на чолі з Ю. Н. Фігуровським.
Нову зенітну ракетну систему було призначено для перехоплювання цілей, що летять зі швидкостями до 1500 км/год на висотах від 100 до 5000 метрів, дальності до 12 кілометрів, і створювано з урахуванням забезпечення мобільності всіх її складових — зенітних ракетних і технічних дивізіонів, надаваних їм технічних засобів, засобів радіолокаційної розвідки, керування та зв'язку. Всі елементи розроблюваної системи проєктувалися або на автомобільній базі, або із забезпеченням можливості транспортування як причепів, з використанням автомобілів-тягачів по дорогах, а також залізничним, повітряним і морським транспортом.

## Призначення
ЗРК С-125-2Д призначено для:
- боротьби з сучасними та перспективними засобами повітряного нападу за умов складних завад. ЗРК С-125-2Д забезпечує ефективне знищення низьколітаючих і малорозмірних цілей за умов впливу всіх видів радіозавад;
- видавання узагальненої радіолокаційної інформації (РЛІ) та інформації контролю бойових дій на командний пункт, якому підпорядковано ЗРК;
- контролю функціонування власних засобів і стану каналів передавання даних.

## Модифікації
2001 року Польща почала пропонувати модернізований С-125, названий «Newa SC». В ньому замінено багато аналогових складових цифровими для підвищення надійності й точності. До цієї модернізації також входить встановлення пускової установки на шасі танка Т-55, що дало поліпшення рухливості, а також було додано апаратуру «свій-чужий» та поліпшено обмін даними. РЛС встановлено на чотиривісні шасі МАЗ-543 (раніше використовувались як шасі для пускових установок 9П117 ракет 8К14).
Пізніше, того ж року, російську версію було модернізовано до «Печора-М», в якій модернізації зазнали майже всі складові системи — двигуни ракет, радари, системи керування, бойові частини, електроніка. Також додано оптико-електронні (лазерні/інфрачервоні) прилади спостереження, що дозволило здійснювати наведення ракет без використання РЛС, у пасивному режимі.
У вересні 2010 року пройшли стрільби «Печора-2Д» — українського варіанту осучаснених ЗРК С-125. За даними розробника НПП «Аеротехніка-МЛТ» (м. Київ, Україна), після модернізації — ЗРК надається 15-річний ресурс; 1500 годин напрацювання на відмову, досягаються шляхом заміни 90 % елементної бази на твердотільну; ЗРК оснащується супутниковою навігаційною системою, засобами імітації повітряної обстановки, комплексного та автономного технічного контролю та автономного енергетичного забезпечення. Розширено область ураження повітряних цілей: найбільшу висоту враження цілі до 21 км, горизонтальну дальність до дальньої межі зони ураження — до 27 км, максимальну похилу дальність ураження цілі — до 35 км, максимальний курсовий параметр цілі — до 24 км.
- С-125 «Печора-2Т» — білоруська модифікація С-125-2Д розробки НВО «Тетраедр»;
- С-125-2ТМ «Печора-2ТМ» — білоруська модифікація С-125 розробки НВО «Тетраедр», 2006 рік. Завадозахищеність комплексу забезпечує роботу ЗРК при постановці йому завад потужністю 2700 Вт / МГц (на виході з антени постановника завад) на дальності 100 км від ЗРК, мінімальна ЕПР цілі, що виявляється — 0,02 м², дальність ураження 35 км[1].
- С-125 «Печора-2А» — російська модифікація С-125 розробки ВАТ «ГСКБ „Алмаз-Антей“». Дальність ураження цілей 28 км. Дальність виявлення цілі з ЕПР 2 м² — 100 км. Час роботи двигуна 24 секунд[2]. Завадозахищеність ЗРК: підвищено з 100 до 2000 Вт/МГц (потужність активної завади на виході з антени постановника завад), дальність виявлення в перешкодах скорочено в 2 рази. Мінімальна ЕПР цілі 0,3 м².
- С-125-2Д — українська модифікація С-125 розробки НВП «Аеротехіка-МЛТ»[3].
- С-125М «Печора» — українська модифікація С-125 з ракетою 5В27Д-М2 розробки КБ «Луч» та державного підприємства «Радіонікс»[4].

### С-125-2Д «Печора-2Д»
Зенітний ракетний комплекс (ЗРК) С-125-2Д (експортний варіант — «Печора-2Д») створено НВО «Аеротехніка» (Україна) та призначено для боротьби з сучасними та перспективними засобами повітряного нападу в умовах складної завадової обстановки. ЗРК С-125-2Д забезпечує ефективне знищення цілей малого розміру, та таких, що летять на малій висоті в умовах впливу всіх видів радіозавад.
Удосконалений зенітний ракетний комплекс С-125-2Д має відновлений ресурс на період не менше 15 років, розширену область ураження повітряних цілей, підвищену ефективність і мобільність, вищу стійкість до впливу радіоелектронних завад. ЗРК С-125-2Д видає узагальнену радіолокаційну інформацію (РЛІ) та інформацію контролю бойових дій на командний пункт вищого рівня.
Модернізований ЗРК С-125-2Д відрізняється підвищеною надійністю (замінено близько 90 % елементної бази) з напрацюванням на відмову в 1500 годин.
Модернізований ЗРК С-125-2Д має такі переваги:
- Отримання радіолокаційної інформації від РЛС з цифровим виходом;
- Супутникова навігаційна система топографічної прив'язки;
- Контроль роботи власних засобів і стану каналів передавання даних.
- Документування повітряної обстановки і бойової роботи;
- Засоби імітації повітряної обстановки;
- Стандартизована модульна конфігурація, ремонтопридатність.

Потенційні можливості станції наведення ракет з виявлення цілей (дальність виявлення) за рахунок підвищення чутливості приймальних пристроїв збільшено в 1,49 рази.

### С-125М «Печора»
Модернізований зенітний ракетний комплекс розроблений компанією «Радіонікс» (Україна) і державним конструкторським бюро «Луч» є глибокою модифікацією базової системи. Оснащено зенітними керованими ракетами 5В27Д-М2 з активною радіолокаційною головкою самонаведення. На початковій ділянці ракета рухається за аеробалістичною траєкторією, такий політ ракети істотно збільшує дальню межу зони ураження ЗРК С-125М. Дальня межа зони ураження з новими ракетами становить 40 км, максимальна висота зони ураження — 25 км.
Радіолокаційну систему виявлення, що отримала назву FCR-125, призначено для автономного виявлення, розпізнавання, супроводу летючих об'єктів (цілей) та наведення ракет. Щілинна антенна решітка FCR-125 здійснює огляд простору в секторі за азимутом — ± 30°; за кутом місця — від -2° до 45°. Дальність виявлення повітряних цілей (ЕРП = 5 м²) — 130 км. Діапазон частот — «Х». FCR-125 забезпечує одночасний супровід однієї цілі і наведення на неї до 2-х ракет 5В27Д; одночасний супровід до 3 цілей і наведення на них до 6 ракет 5В27Д-М1; одночасний супровід до 4 цілей і наведення на них до 8 ракет 5В27Д-М2.
У модернізованій ракеті 5В27Д-М1 з напівактивною голівкою самонаведення (ЗУР 5В27Д-М1) реалізовано комбінований спосіб наведення на ціль. На початковій ділянці траєкторії застосовується інерційне наведення в точку попередження з радіокорекцією від FCR-125 її положення та швидкості при маневрі цілі. На кінцевій ділянці траєкторії застосовується напівактивне самонаведення після захоплення цілі при підсвічуванні FCR-125.
Застосування на прикінцевій ділянці траєкторії наведення ракети активної ДБН дозволяє здійснити принцип «пустив — забув», що істотно скорочує час роботи комплексу з пошуку і захоплення цілей на супровід. Використання як зондувального сигналу активної ДБН складної фазокодоманіпульованої послідовності, дозволяє істотно зменшити вплив активних навмисних завад на голівку самонаведення ракети, що забезпечує високу ймовірність (більше 0,9) ураження цілі.
В лютому 2018 року Президент України Петро Порошенко повідомив, що ДК «Укроборонпром» готується до серійної модернізації ракет.
За даними «Українського мілітарного порталу» у Збройних силах України заплановано створити зенітно-ракетний полк, на озброєнні якого будуть модернізовані ЗРК С-125М «Печора». До складу полку може входити до 4 дивізіонів, у складі кожного з яких — до чотирьох пускових установок з 16 ракетами.

## Бойове застосування

### Війна в Нагірному Карабасі
Як поінформувало Міністерство оборони Азербайджану 16 жовтня 2020 року було знищено ЗРК С-125 збройних сил Вірменії.

### Російсько-українська війна
З 2022 року зенітні ракетні комплекси С-125 перебували на озброєнні підрозділів Повітряних сил ЗСУ в другому ешелоні протиповітряної оборони Києва.

## Оператори

### Перелік
- Алжир[12]
- Ангола
- Вірменія +
- Азербайджан: 13 дивізіонів (54 пускових установки) які були модернізовані до рівня С-125-2ТМ «Печора-ТМ» протягом 2009—2014 років в Білорусі[13][14].
- Болгарія
- Бірма[15]
- Куба
- Єгипет[15] Не менше 50[16][17] Печора-2М в 2012 році[18][19] + ≈120[16]
- Ефіопія+[16]
- Грузія
- Індія
- Лівія[15]
- Молдова
- Монголія Печора-2М[16][20]
- Мозамбік
- Північна Корея 140[21] батарей
- Перу
- Польща 12 Newa SC[22]
- Сербія 12 комплексів з 32 пусковими установками, проходить модернізацію
- Сирія[15] 148 Печора[23] + 12Pechora-2M[24]
- Танзанія
- Туркменістан[15]
- Казахстан Печора-2ТМ[25]
- Венесуела Печора-2М 11.[26][27] Замовлено 11[27] нових комплексів, поставлений 1 комплекс 2011 року (не більше 8 пускових установок)[28]
- В'єтнам[15][29] Печора-2ТМ[30]
- Ємен
- Уганда
- Україна: певна кількість на озброєнні Військово-повітряних сил ЗСУ, станом на 2021 рік[31]
- Замбія
- Південний Судан — має комплекси С-125 щонайменше починаючи з 2013 року. На супутникових знімках було помічено не менше 16 пускових установки 5П71, що свідчить про наявність 4 батарей С-125. За даними SIPRI, ці комплекси разом з 600 ракетами В-600 були придбані в України в 2010—2012 роки Угандою, а потім передані до Південного Судану в обхід військового ембарго[32].
- Туреччина: щонайменше один комплекс, з 2020 року[33]

### Болгарія
Станом на 2021 рік ВПС Болгарії мали на озброєнні певну кількість зенітно-ракетних комплексів С-125 «Нева» а також 2К12 «Куб» і С-75 «Волхов».

### Ефіопія
«Київський завод „Радар“», що входить до складу ДК «Укроборонпром», в партнерстві з ДК «Укрспецекспорт» всередині 2015 року уклали контракт з Центральним директоратом закупівель Міністерства національної оборони Федеративної Демократичної Республіки Ефіопія на постачання 74 одиниць виробу РГС-04R (інерціальних напівактивних голівок самонаведення) та 3 одиниць спецапаратури АС2.21.1 на загальну суму близько 6 млн доларів США (122,3 млн гривень за курсом на той момент).
Інерціальну напівактивну голівку самонаведення РГС-04R призначено для модернізації ракет зенітно-ракетних комплексів С-125М до рівня ЗРК С-125МЕ1/ С-125МЕ2 «Блакитний Ніл» МНО Ефіопії шляхом встановлення на зенітні керовані ракети 5В27Д-М1.
Крім того відомо, що ДК «Укрспецекспорт» у 2016—2017 роках здійснила кілька постачань різних компонентів та обладнання для модернізації ЗРК С-125 Ефіопії на суму близько 7 млн доларів.

### Монголія
Станом на 2016 рік з відкритих джерел відомо про наявність не менше двох комплексів С-125 модернізованих до рівня «Печора-2М». При чому пускові установки були перенесені на шасі й таким чином стали «мобільними».

### Польща
Станом на червень 2022 року Польща мала на озброєнні 17 комплексів С-125. Попри те, що тривав перехід на сучасніші засоби ППО, зокрема MIM-104 Patriot, український досвід відбиття російських атак з повітря під час повномасштабної російської збройної агресії 2022 року показав, що навіть начебто застарілі зенітно-ракетні комплекси здатні ефективно боротись з російською авіацією.
Під час військових навчань НАТО Ramstein Legacy 2022 в червні 2022 року польські військові здійснили пуски ракет з комплексів С-125 на Центральному полігоні ВПС в Устці.
Під час стрільб розрахунки польських ЗРК С-125 випустили 6 ракет на дистанцію до 20 км, і всі вони влучили у ціль. Прикриття польських ЗРК С-125 за умовами навчань виконували чотири ракетно-артилерійські комплекси ППО Pilica, що вели стрільбу із гармат на дальність до 3 кілометрів.

### Туреччина
У вересні 2020 року «Укрспецекспорт» поставив Туреччині модернізовані ЗРК С-125-2Д1 виробництва підприємства «Аеротехніка-МЛТ».
Угоду на постачання зенітних ракетних комплексів С-125-2Д та ракет до нього було підписано на початку 2020 року. Сам комплекс було поставлено з Литви і вже в Україні він пройшов модернізацію. В грудні 2020 року стало відомо, що науково-виробниче об'єднання «Аеротехніка-МТЛ» поставила ЗРК С-125 та супутню продукцію до Туреччини.

### Узбекистан
В січні 2022 року Міністерство оборони Республіки Узбекистан поширило кадри бойових стрільб російської модернізації ЗРК С-125-2М «Печора-2М» із самохідних пускових установок 5П73-2М на колісному шасі МЗКТ-8021 (6×6). Судячи з кадрів, навчання протиповітряної оборони відбувалися на військовому полігоні «Кулкудук» у Навоїйській області.

### Україна
В лютому 2018 року «Український мілітарний портал» повідомив про плани створити у Збройних силах України зенітно-ракетний полк на озброєнні якого будуть модернізовані ЗРК С-125М «Печора». До складу полку може входити до 4 дивізіонів, у складі кожного з яких — до чотирьох пускових установок з 16 ракетами.
В травні 2018 року військовий експерт Сергій Згурець оприлюднив плани Міністерства оборони України відновити шість типів зенітних ракетних комплексів і систем та повернути їх на озброєння. Це три ЗРК малої дальності — самохідні 2К12 «Куб» і 9К330 «Тор» і поки транспортований С-125. Два середньої дальності — С-300ПТ (транспортований, близький родич «штатного» самохідного С-300ПС) і мобільна універсальна система протиракетної і протилітакової оборони, створена для прикриття маневрових бойових дій своїх військ С-300В1 (SA-12 Gladiator). І, нарешті, «далекобійна» С-200В.
Восени 2018 року було заплановано здійснити випробувальні пуски з відновлених С-125. Також буде перевірено відновлені ЗРК «Куб», «Тор», С-300В1 та С-300ПТ. Проте підготувати для випробувань відновлені С-200 іще забракло часу. Всього може бути повернуто на службу два полки ЗРК С-125.

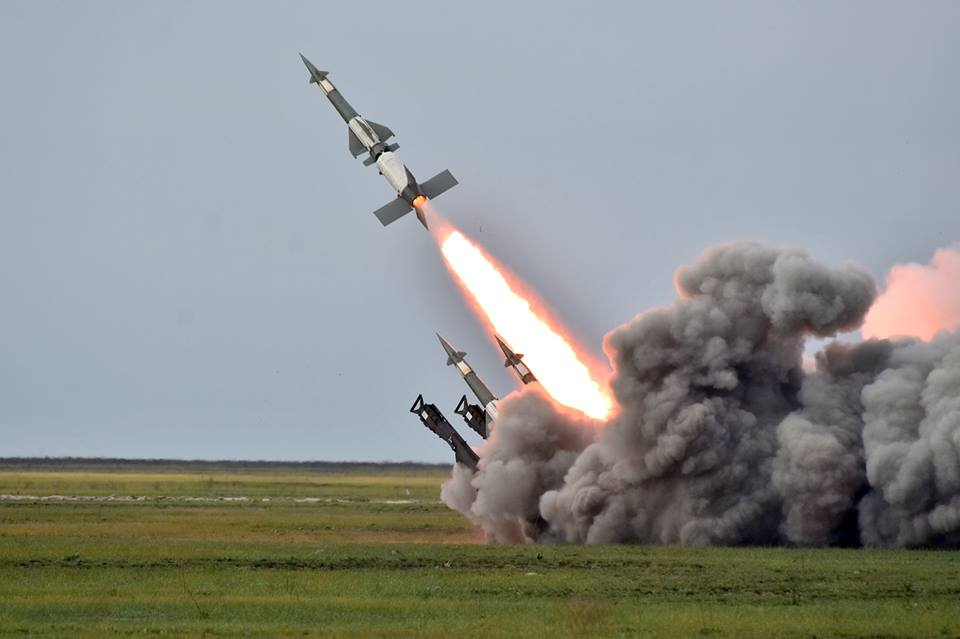
Бойові стрільби зенітним ракетним комплексом С-125 ЗС України, полігон «Ягорлик», 2018 рік

В другій половині жовтня 2018 року стало відомо, що на державному випробувальному полігоні «Ягорлик» у Херсонській області було проведено контрольні льотні випробування зенітних керованих ракет ЗРК С-300В1 та С-125М1. 6 листопада 2018 року було успішно завершено бойові стрільби підрозділів зенітних ракетних військ Повітряних Сил та військ протиповітряної оборони Сухопутних військ ЗС України. Було випущено понад 30 зенітних ракет із семи типів зенітних ракетних комплексів: С-300ПС, С-300ПТ, С-300В1, «Бук-М1», «Оса-АКМ», С-125М1 та С-125-2Д1. Спочатку робота по реальних цілях — літаках, з імітованими пусками ракет, а вже 1-2 листопада роль реальних мішеней зіграли БПЛА ВР-3 «Рейс». Майже всі цілі — знищено.
Наприкінці листопада 2018 року заступник начальника Генштабу ЗСУ Родіон Тимошенко повідомив, що в грудні заплановано провести стрільби зенітного ракетного комплексу С-125-2Д1 по морських надводних цілях. Тобто цей комплекс може виконувати задачі як із захисту повітряного простору держави так і оборони з моря.
5 грудня 2018 року на узбережжі Чорного моря відбулись випробування ракет українського виробництва, зокрема, було перевірено можливості ураження водних цілей ракетами ЗРК С-125 «Печора-2Д» та ПКР «Нептун». Протикорабельні ракети «Нептун» на цих випробуваннях успішно вразили ціль на відстані 280 км.
1 листопада 2019 року на випробувальному полігоні «Ягорлик», у рамках визначальних випробувань було проведено обстріл надводних цілей модернізованим ЗРК С-125-2Д1. За результатами бойових пусків, ракети зенітного ракетного комплексу комплексу С-125-2Д1 вразили надводну мішень, в ролі якої виступало списане судно ВМСУ — колишній плавсклад «Золотоноша» (A955) проєкту 814М. Корабель було потоплено внаслідок влучення двох ракет.
27 березня 2019 року за поданням ГПУ 36 контрабандних ракет комплексу С-125 було передано до Повітряних сил України. Ракети було знайдено в порту Одеси. Вони були останньої модифікації й перевозилися контрабандою з Росії до Еритреї.
На початку серпня 2020 року на Харківщині відбулись тактичні навчання зенітного ракетного дивізіону з ускладненими завданнями. Підрозділ, що входить до складу харківського полку озброєний ЗРК С-125. Один з відпрацьованих на вишколі елементів — протидія безпілотним літальним апаратам, які зараз є одними з найбільших загроз на досвіді бойових дій з відсічі російської агресії на Донбасі. Тактичне навчання для зенітного ракетного дивізіону стало черговим етапом підготовки до тактичного навчання з бойовою стрільбою, що відбудеться у вересні на державному полігоні «Ягорлик».
Варто зазначити, що на Харківщині з 2013 року не дислокувався зенітний ракетний полк — того року він був переформований у 3020-ту групу дивізіонів (С–300ПТ), що була підпорядкована дніпровський 138-й зенітній ракетній бригаді. Ймовірно частина знов набула окремого статусу та додатково посилилась дивізіоном повернутих на озброєння С-125. Інший варіант — на Харківщині сформували новий полк С-125. Минулого року згідно з офіційною інформацією Повітряних Сил на додачу до вже наявного, тривало формування другого дивізіону С-125. Крім того у серпні 2019 року, Миколаївська митниця передала військовим дивізіон ЗРК С-125, арештований в Україні за статтею «контрабанда», який посадовці Російської Федерації планували поставити озброєння до Еритреї.
У вересні 2020 року на державному випробувальному полігоні «Ягорлик», під час міжнародних навчань «Об'єднані зусилля — 2020», відбулись бойові стрільби зенітних ракетних комплексів С-300, «Бук», модернізованих С-125 та контрольні льотні випробування зенітних керованих ракет.
У вересні 2021 року в рамках навчань «Об'єднані зусилля-2021» відбулись перші в 2021 році бойові стрільби підрозділів протиповітряної оборони Збройних Сил України на полігоні «Ягорлик». Для їх проведення були залучені ЗРК «Оса-АКМ» із складу частин ППО Сухопутних військ ЗС України, і також — комплекси С-125 із складу Повітряних Сил. За сценарієм навчань мали бути знищені малорозмірні повітряні сили. Для імітації БПЛА умовного противника були використані освітлювальні артилерійські снаряди калібру 152 мм. Ураження об'єктів відбувалось на дальності 11 кілометрів та на висоті до 600 метрів.
В грудні 2022 року в соціальних мережах були поширені фотографії польських зенітно-ракетних комплексів С-125 «Newa SC» в Україні. Раніше про передачу таких комплексів ані Польща, ані Україна не повідомляли. Якщо судити з поширеної фотографії, то комплекс міг бути переданий іще влітку.

### Інциденти
В жовтні 2020 року Служба безпеки України викрила схему незаконного ввезення до України, з метою подальшого реекспорту за кордон, трьох зенітних ракетних комплексів С-125 на понад 110 млн гривень.
За попередніми даними слідства СБУ, представники вітчизняного комерційного підприємства у сфері оборонної промисловості організували протиправну схему імпорту озброєння без сплати обов'язкових платежів до держбюджету.
До українського війська ці зенітні ракетні комплекси не потрапили. Фігуранти складували їх на території однієї з логістичних баз підприємства у Київській області. За попередньою інформацією, частину незаконно ввезеного озброєння було реекспортовано за кордон.

## Галерея

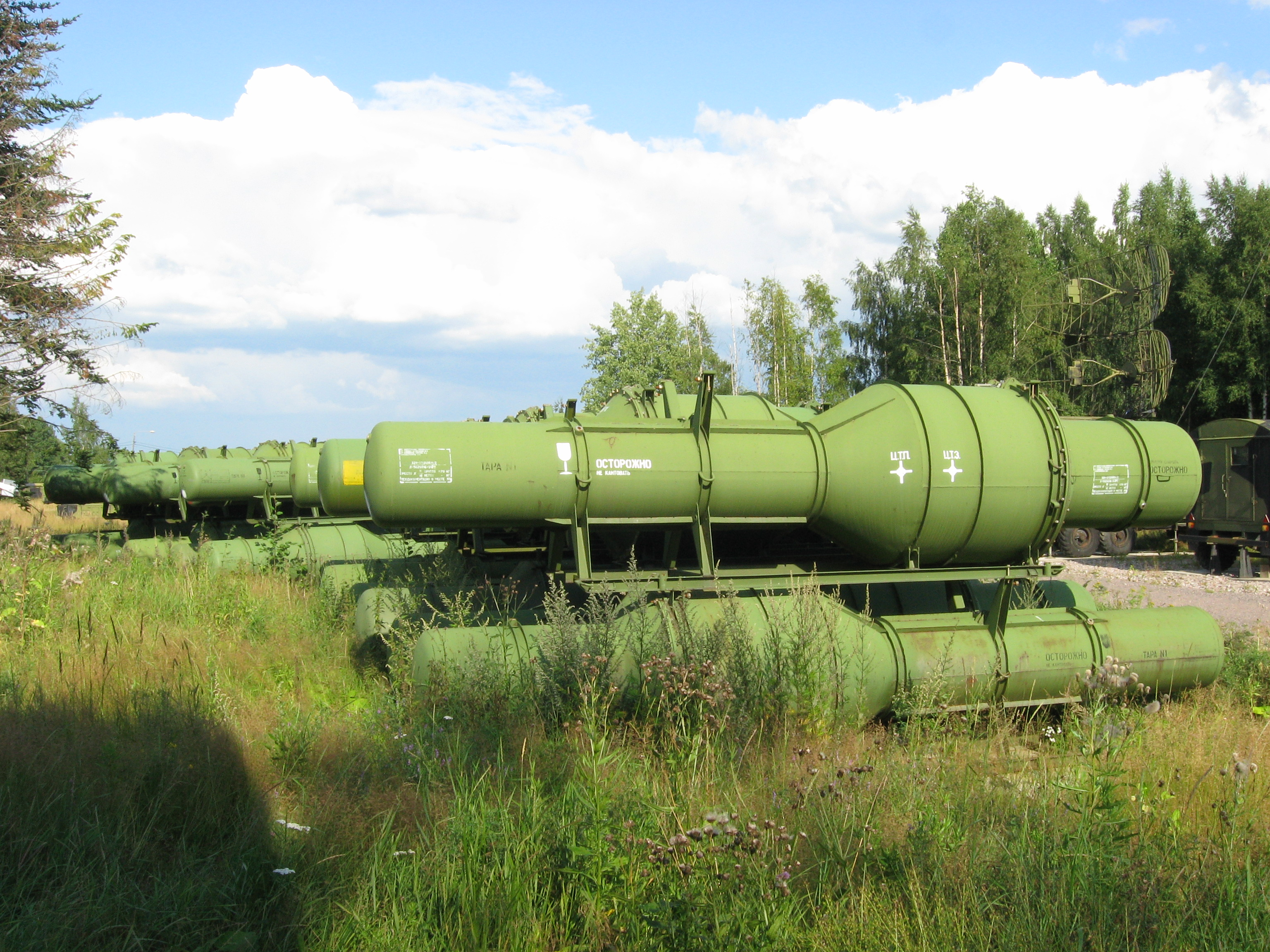
Зберігання ракет в контейнерах
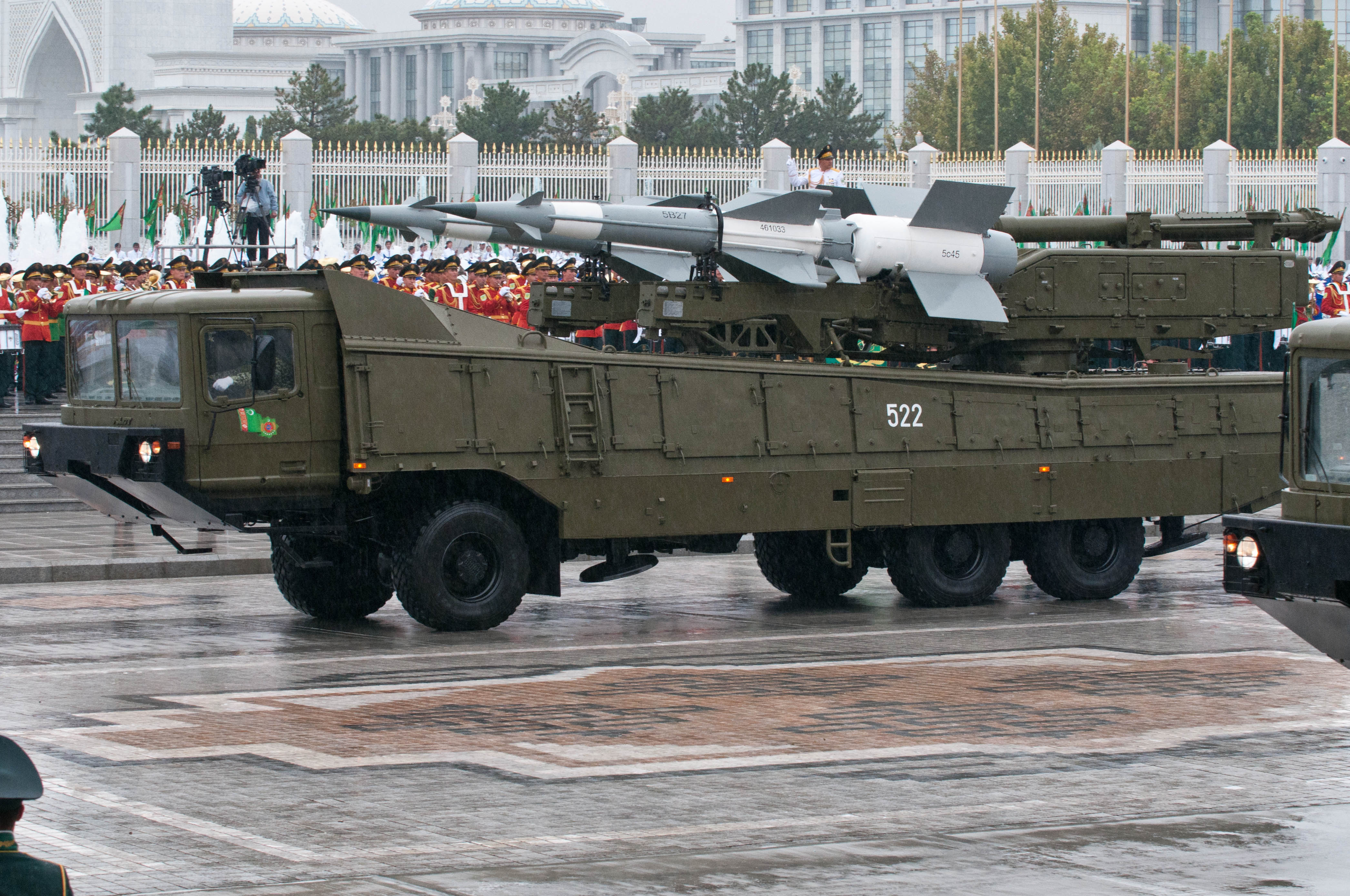
Печора-2М на Дні незалежності Туркменістану, 2011 рік
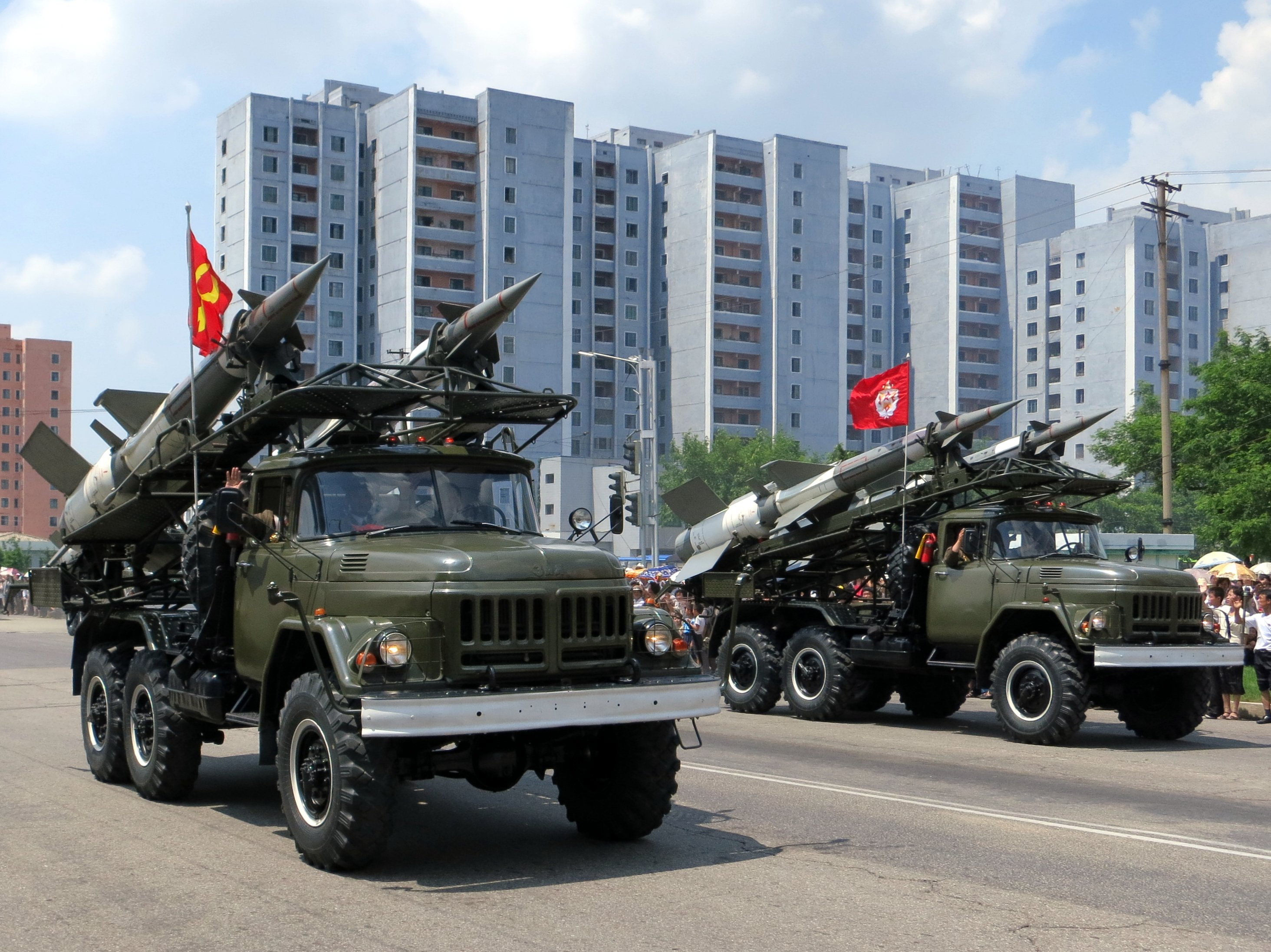
На параді до Дня перемоги в КНДР, 2013 рік
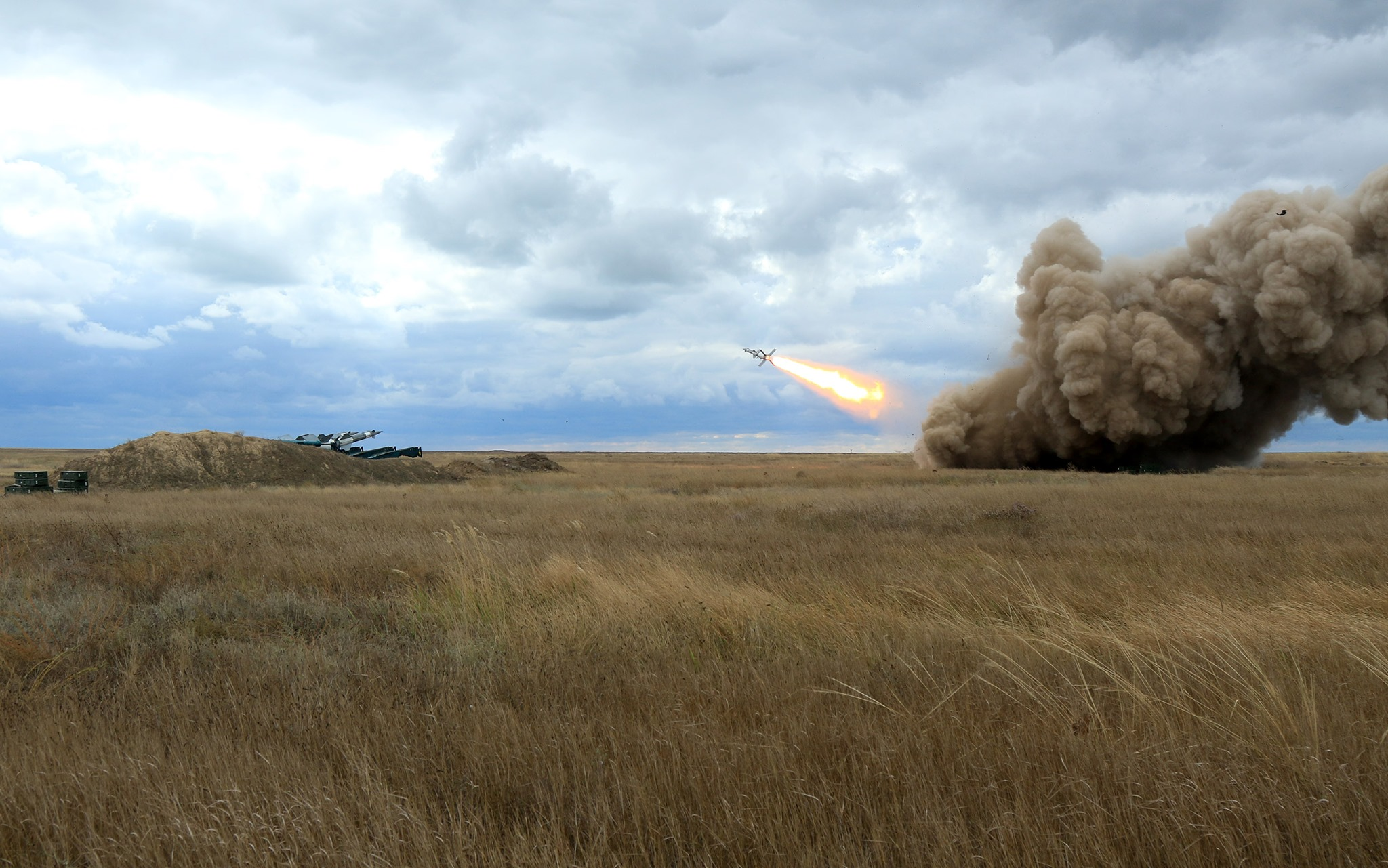
С-125М1 на тренуваннях, 2021 рік

## ‎Посилання
- Зенітний ракетний комплекс С-125-2Д «ПЕЧОРА-2Д» [Архівовано 13 квітня 2015 у Wayback Machine.]
- 51 фотография 2 установок С-125 установленных в г. Одесса [Архівовано 4 березня 2016 у Wayback Machine.]
- Описание С-125 на сайте НПО «Алмаз»
- Информация о С-125 [Архівовано 25 травня 2017 у Wayback Machine.]
- ЗРК С-125-2Д «Печора-2Д» на YouTube — презентація «Укроборонсервісу» модернізованого комплексу, його тактико-технічні характеристики, склад